# Wederson Luiz da Silva Medeiros
Wederson Luiz da Silva Medeiros (Campos dos Goytacazes, 22 juli 1981) - alias Wederson - is een Braziliaans-Turkse oud-voetballer die bij voorkeur als linksback speelde. Zijn Turkse naam is Gökçek Vederson. 
Wederson voetbalde bij SC Internacional, CR Vasco da Gama, EC Juventude en Ituano FC voordat hij naar de hoofdstad van Turkije vertrok om te voetballen bij Ankaraspor. Hier voetbalde de linksback 86 wedstrijden, waarin hij achtmaal doel trof. In de winter van 2007 wilde PSV de speler huren van Ankaraspor. Dit ging echter niet door, waarna Wederson in de zomer van datzelfde jaar een driejarig contract tekende bij Fenerbahçe.
Aan het begin van het seizoen 2007/2008 bestond de rol van Wederson bij Fenerbahçe voornamelijk uit invallen. Nadat teamgenoot Roberto Carlos geblesseerd raakte, speelde Wederson herhaaldelijk in de basis als linksback. Tijdens de voorbereidingen op het seizoen in 2008, raakte de Braziliaanse Turk zelf geblesseerd en was er een operatie aan zijn meniscus nodig.